# Less (Unix)

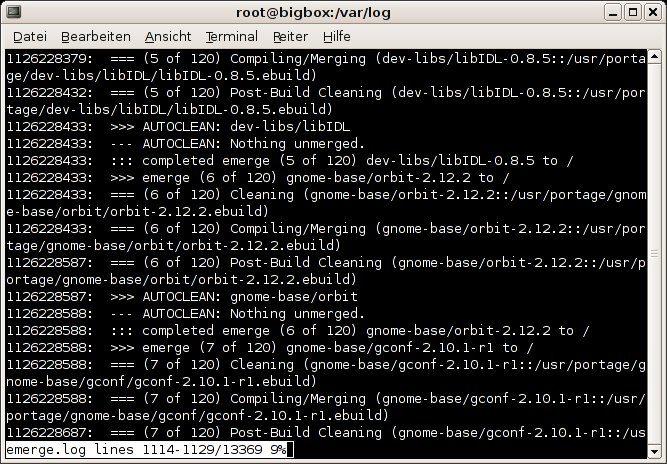
Conținutul unui fișier jurnal în terminalul xfce după tastarea comenzii "less"

Comanda UNIX less permite tipărirea pe ecran a unui fișier text. Paginile sunt tipărite una câte una similar cu comanda more, spre deosebire de care less oferă posibilități de navigare înainte, înapoi, derulare la nivel de linie de text (nu numai de pagină) etc. Ca și more, less este considerat un program pager, este foarte rapid, și nu are nevoie să citească de pe disc tot fișierul pentru a începe tipărirea.

## Istorie
less a fost scris de Mark Nudelman în 1983-1985, ca un înlocuitor pentru more care nu are posibilități de navigare în direcție inversă. less este un proiect GNU.

## Sintaxă
```
less [opțiuni] fișier
```

Dintre opțiunile cele mai des folosite amintim:
-g - evidențiază (highlight) textul găsit.
-I - căutări nesensibile la majuscule.
-M - folosește un prompt mai detaliat, care include și poziția în fișier.
-N - tipărește numărul liniilor de text; este folosită pentru citirea de cod.
-S - tipărește numai porțiunea de linie de text care încape într-o linie de ecran (chop long lines).
Programul odată pornit, navigarea se face similar cu cea din editorul de text 'vi:
- săgeți, page-up, page-down - navigare
- bară de spațiu - următoarea pagină
- b - pagina precedentă
- <n>g - sari la linia n. Implicit este la începutul fișierului,
- <n>G - sari la linia n. Implicit este la sfârșitul fișierului,
- /pattern - caută pattern. Suportă expresii regulate
- n - următorul pattern găsit.
- N - paternul anterior găsit.
- mletter - marchează poziția curentă cu o literă (facilitate de semn de carte).
- 'letter - sari la semnul de carte desemnat de letter
- '^ sau g - sari la începutul fișierului
- '$ sau G - sari la sfârșitul fișierului
- s - salvează conținutul
- = - informații privind fișierul
- F - citește încontinuu din fișiere, utilizat pentru loguri.
- h - help
- q - ieșire (quit)

## Exemple
```
less -M readme.txt                     #Citește"readme.txt."
less +F /var/log/mail.log              #Urmărește mail.log
file * | less                          #Analizarea tuturor fișierelor dintr-n director
grep -i void *.c | less -I -p void     #Căutare
```